# 19. Division (Japanisches Kaiserreich)
Die 19. Division (jap. 第19師団, Dai-jūku Shidan) war eine Division des Kaiserlich Japanischen Heeres, die 1915 aufgestellt und 1945 aufgelöst wurde. Ihr Tsūshōgō-Code (militärischer Tarnname) war Tiger-Division (虎兵團, Tora-heidan).

## Geschichte der Einheit
Die 19. Division wurde am 24. Dezember 1915 unter dem Kommando von Generalleutnant Tachibana Koichirō als Karree-Division aufgestellt und bestand aus der 19. Infanterie-Brigade (73., 74., 75. und 76. Regiment), sowie dem 27. Kavallerie-Regiment, dem 25. Feldartillerie-Regiment und dem 19. Pionier- und Transport-Bataillon. Sie stellte neben der 20. Division die Garnison für das unter japanischer Herrschaft stehende Korea und unterstand der Chōsen-Armee. Das Hauptquartier der ca. 15.000 Mann starken Division lag in Ranam in der Provinz Hamgyŏng-pukto. Die Aufgabe der Division war einerseits, Schutz gegen eine eventuelle Invasion seitens China bzw. der Sowjetunion zu stellen, andererseits um aufkommende Anti-Japanische Strömungen zu unterbinden.
1925 wurde das 25. Feldartillerie-Regiment durch das 28. Feldartillerie-Regiment ersetzt, das 1941 in das 25. Gebirgsartillerie-Regiment konvertiert wurde. Zwischen 1937 und 1939 wurde das Pionier- und das Transport-Bataillon auf Regimentsgröße gebracht. 1942 wurde das 27. Kavallerie-Regiment aufgelöst und durch das 19. Aufklärungs-Regiment ersetzt. Bei der Umstellung von Karree- auf Triangulare Divisionen wurde das 74. Infanterie-Regiment im Juni 1943 an die neuaufgestellte 30. Division überstellt.

### Mandschurei-Krise
Am 18. September 1931 wurde bei der Stadt Mukden ein Sprengstoffanschlag auf die Südmandschurische Eisenbahn verübt. Dieser Vorfall ist als Mukden-Zwischenfall bekannt. Es gilt als gesichert, dass dieser Vorfall von der Kwantung-Armee inszeniert wurde, um einen Grund für eine Invasion zu erhalten. Diese griff sofort die nahegelegene chinesische Garnison an. Das Vorgehen der Armee war angeblich nicht von der japanischen Regierung geplant worden. Da China sich zu diesem Zeitpunkt bereits im chinesischen Bürgerkrieg befand und militärisch schlecht ausgerüstet war, konnten die Japaner die Mandschurei bis Anfang 1932 einnehmen. Die 38. Brigade der 19. Division rückte, zusammen mit der 20. Division, im Dezember 1931 mit weiteren Einheiten in die Mandschurei vor und beteiligte sich an der Besetzung derselben.
Zur Verwaltung der Mandschurei wurde der Marionettenstaat Mandschukuo eingerichtet und an dessen Spitze Puyi, der ehemalige Kaiser von China, gesetzt.

### Schlacht am Chassansee

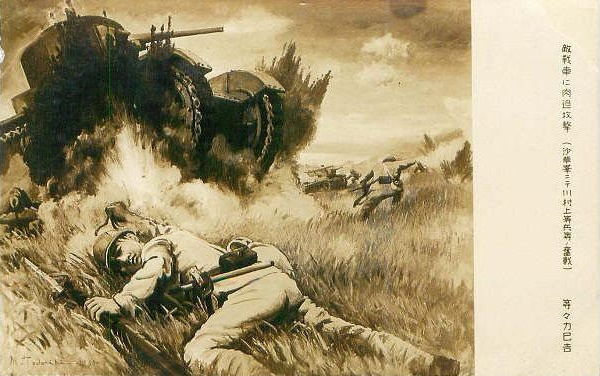
Japanische Darstellung der Schlacht am Chassansee. Die Originalunterschrift lautet: „Der tapfere Kampf des Gefreiten Todoriki Miyoshi auf der Namenlosen Höhe.“

Ab 1938 kam es zu Japanisch-Sowjetischen Grenzkonflikten, bei dem es um ungeklärten Grenzverlauf ging. Die gegenseitigen Gebietsansprüche, von denen keine Seite abweichen wollte, bezogen sich auf wenige Kilometer. Mehrmalige bewaffnete Zusammenstöße zwischen berittenen mongolischen und mandschurischen Grenzpatrouillen führten allmählich zur Ausweitung des militärischen Konfliktes, wobei zuerst die japanische Seite und dann auch die sowjetische Seite Truppen heranführten.
Am 29. Juli 1938 griff die 19. Division in der Schlacht am Chassansee Truppen des sowjetischen 39. Korps an und vertrieben diese von einer umstrittenen Anhöhe. Der russische Gegenangriff, unterstützt durch Panzer und TB-3-Bomber- und I-152-Jäger-Staffeln vertrieb die Japaner. In den folgenden Tagen wiederholte die 19. Division, ohne Panzer- und Luftunterstützung, die Angriffe, wurde jedoch abgeschlagen.
Am 11. August endete der Konflikt, nachdem der japanische Botschafter um Frieden gebeten hatte. Die 19. Division wurde daraufhin wieder zurück nach Korea gesandt.

### Schlacht um Luzon
Im Dezember 1944 wurde die 19. Division zur Verstärkung der 14. Regionalarmee auf die Philippinen gesandt und landete bei San Fernando. Dort war sie für die Verteidigung Baguios und der Westküste am Golf von Lingayen verantwortlich. Kurz vor der alliierten Invasion auf Luzon sah sich die 19. Division schweren Bombardements der amerikanischen Luftwaffe ausgesetzt, die ihre Stärke auf 6000 Mann reduzierte. In den anschließenden Bodenkämpfen konnte sie den überlegenen Streitkräfte der US- und philippinischen Truppen nichts entgegensetzen und wurde bis Juni 1945 fast vollständig vernichtet.

## Gliederung

### 1915
Die 19. Division wurde am 24. Dezember 1915 als Karree-Division wie folgt aufgestellt:
- 19. Divisions-Stab
  - 37. Infanterie-Brigade
    - 73. Infanterie-Regiment
    - 74. Infanterie-Regiment

  - 38. Infanterie-Brigade
    - 75. Infanterie-Regiment
    - 76. Infanterie-Regiment

  - 27. Kavallerie-Regiment
  - 25. Feldartillerie-Regiment*
  - 19. Pionier-Bataillon
  - 19. Transport-Bataillon

(*) 1925 wurde das 25. Feldartillerie-Regiment durch das 28. Feldartillerie-Regiment ersetzt

### 1943
Im Mai 1943 erfolgte die Umgruppierung als Typ A „Verstärkte“ Division als Triangulare Division wie folgt:
- 19. Infanterie-Divisions-Stab (90 Mann)
  - 19. Infanterie-Brigade-Stab (100 Mann)
    - 73. Infanterie-Regiment (3147 Mann)
    - 74. Infanterie-Regiment (3147 Mann)
    - 75. Infanterie-Regiment (3147 Mann)

  - 20. Divisions-Artillerie-Gruppe, Stab (ca. 178 Mann)
    - 25. Gebirgsartillerie-Regiment Stab (265 Mann)
    - 1. Bataillon (12 × Typ 41 75-mm-Gebirgsgeschütze (685 Mann))
    - 2. Bataillon (12 × Typ 41 75-mm-Gebirgsgeschütze (685 Mann))
    - 3. Bataillon (12 × Typ 41 75-mm-Gebirgsgeschütze (685 Mann))

  - 19. Aufklärungs-Regiment
  - 19. Signal-Einheit (178)
  - 19. Pionier-Regiment (401 Mann)
  - 19. Transport-Regiment (507 Mann)
  - 19. Sanitäts-Einheit (1101 Mann)
  - 19. Feldhospital (Zwei Feldhospitäler mit jeweils 236 Mann)
  - 19. Veterinär-Hospital (47 Mann)
  - 19. Versorgungs-Kompanie (185 Mann)
  - 19. Wasserversorgungs- und -aufbereitungs-Einheit (160 Mann)

Gesamtstärke: 15.484 Mann

## Führung
Divisionskommandeure
- Tachibana Koichirō, Generalleutnant: 24. Dezember 1915 (1. April 1916 ?) – 24. Juli 1918
- Takashima Tomotake, Generalleutnant: 24. Juli 1918 – 20. Juli 1921
- Ueda Taro, Generalleutnant: 20. Juli 1921 – 4. Februar 1924
- Takegami Tsunesaburo, Generalleutnant: 4. Februar 1924 – 28. Juli 1926
- Watanabe Kotobuki, Generalleutnant: 28. Juli 1926 – 1. August 1929
- Yoshiyuki Kawashima, Generalleutnant: 1. August 1929 – 7. November 1930
- Mori Hisashi, Generalleutnant: 7. November 1930 – 18. März 1933
- Ushijima Sadao, Generalleutnant: 18. März 1933 – 15. März 1935
- Suzuki Mitsuhiko, Generalleutnant: 15. März 1935 – 1. März 1937
- Odaka Kamezo, Generalleutnant: 1. März 1937 – 9. November 1938
- Hada Jūichi, Generalleutnant: 11. November 1938 – 28. September 1940
- Kozuki Yoshio, Generalleutnant: 28. September 1940 – 1. Juli 1942
- Ozaki Yoshiharu, Generalleutnant: 1. Juli 1942 – September 1945